# 中野市立永田小学校
中野市立永田小学校（なかのしりつながたしょうがっこう）は、長野県中野市大字永江にあった公立小学校である。

## 概要
永田小学校は中野市永江にあった学校である。旧豊田村の穴田・永江地区を学区としていた。
2019年度現在は47人の生徒が在籍、教職員数は15人の学校だった。

## 学校目標
なかよく　かしこく　たくましく。

## 校章
山は斑尾山、ハトは平和を、竹の葉は、斑尾山のふもとに広がる山や田の緑を表したもの。〈昭和２３年１月制定〉。

## 沿革
- 1889年：永江村と穴田村が合併し、永田村となる。高野辰之博士が永江学校の教員になる。
- 1918年：永江尋常小学校と穴田尋常小学校が合併し永田尋常高等小学校となる。
- 1947年：永田尋常高等小学校は永田小学校に、西分教所は西分校に改名。
- 1956年：永田村と豊井村が合併。豊田村立永田小学校となる。
- 1981年：西分校をやめ、永田小学校を新校舎に建て替える。
- 2005年 : 豊田村が中野市と合併。中野市立永田小学校に改名[1]。
- 2022年 : 豊井小学校と併合し閉校。新たに中野市立豊田小学校が開校。